# Tyler Herro
Tyler Christopher Herro (Greenfield, 20 de janeiro de 2000) é um jogador norte-americano de basquete profissional que atualmente joga no Miami Heat na National Basketball Association (NBA).
Ele jogou basquete universitário na Universidade de Kentucky e foi selecionado pelo Heat como a 13ª escolha geral no draft da NBA de 2019.

## Carreira no ensino médio
Herro nasceu em Greenfield, Wisconsin e estudou na Whitnall High School na mesma cidade. Em sua última temporada, ele foi nomeado para a Primeira-Equipe do Estado com médias de 32,9 pontos, 7,4 rebotes, 3,6 assistências e 3,3 roubos de bola; sua porcentagem de arremessos certos estava acima de 50% e sua porcentagem de cestas de três pontos era de 43,5%. Ele marcou mais de 2.000 pontos em sua carreira no ensino médio.

### Recrutamento
No ensino médio, Herro recebeu ofertas de bolsas de estudo de Wisconsin, Marquette, DePaul, Oregon State e Arizona State. Ele se comprometeu a jogar por Wisconsin depois de visitar o campus várias vezes. O compromisso com a universidade foi feito em setembro de 2016, antes de seu primeiro ano do ensino médio. 
Em 2017, o técnico da Universidade de Kentucky, John Calipari, foi ao ginásio da Whitnall High School para ver Herro jogar pessoalmente. Ele então cancelou o compromisso com Wisconsin em 17 de outubro de 2017 e assinou sua carta de intenções com Kentucky em 14 de novembro de 2017.
| Informações de recrutamento | Informações de recrutamento            | Informações de recrutamento | Informações de recrutamento | Informações de recrutamento | Informações de recrutamento |
| Nome | Cidade Natal                           | Escola/Universidade         | Altura                      | Peso                        | Data da revisão             |
| --- | -------------------------------------- | --------------------------- | --------------------------- | --------------------------- | --------------------------- |
| Tyler Herro SG | Greenfield, Wi                         | Whitnall (WI)               | 1.96 m                      | 88 kg                       | 14 de Novembro de 2017      |
| Tyler Herro SG | Recrutamento: Rivais: 247sports: ESPN: |                             |                             |                             |                             |
| Classificação geral de novatos: Rivals: 36º \| 247sports: 38º \| ESPN: 30º |                                        |                             |                             |                             |                             |
| - Nota: Em muitos casos, Scout, Rivals, 247Sports e ESPN podem entrar em conflito em suas listas de altura e peso, nestes casos, a média foi obtida. A ESPN mede os calouros numa escala de 0 a 100. - Fonte: |                                        |                             |                             |                             |                             |

## Carreira universitária
Sendo o único jogador a ser titular em todos os 37 jogos da equipe, Herro teve médias de 14,0 pontos, 4,5 rebotes e 2,5 assistências. Entre outras distinções conquistadas, ele foi nomeado para a Primeira-Equipe de Novatos pelo Basketball Times e o Novato do Ano da Conferência Southeastern pela Associated Press.
Em 12 de abril de 2019, Herro se declarou para o Draft da NBA de 2019, renunciando aos seus três anos de elegibilidade universitária e contratando um agente. Ele foi listado como uma seleção no meio da primeira rodada na maioria das simulações.

## Carreira profissional

### Miami Heat (2019–Presente)

#### 2019–2021: Novato e Finais
Em 20 de junho de 2019, Herro foi selecionado pelo Miami Heat como a 13ª escolha geral no draft da NBA de 2019. Herro foi eleito por seus colegas novatos como o melhor arremessador da classe de 2019. Em 10 de julho de 2019, o Heat anunciou que havia assinado um contrato de 4 anos e US$17.1 milhões com Herro.
Em 23 de outubro de 2019, ele fez sua estreia na NBA na vitória por 120-101 sobre o Memphis Grizzlies e terminou o jogo com 14 pontos, 8 rebotes, 2 roubos de bola e uma assistência. Em seu quarto jogo, Herro marcou 29 pontos em uma vitória por 112–97 sobre o Atlanta Hawks. Em 12 de agosto de 2020, ele marcou 30 pontos na derrota por 116-115 para o Oklahoma City Thunder.
Quando o Heat derrotou o Milwaukee Bucks na segunda rodada dos playoffs de 2020 em 8 de setembro de 2020, Herro se tornou o primeiro jogador na história da NBA nascido na década de 2000 a jogar em uma Final de Conferência. Em 15 de setembro de 2020, ele foi nomeado para a Segunda-Equipe de Novatos. No Jogo 4 das finais da Conferência Leste de 2020, ele marcou 37 pontos, tornando-se o quarto jogador na história dos playoffs a registrar mais de 30 pontos antes de completar 21 anos e o segundo maior artilheiro abaixo de 21, apenas Magic Johnson marcou mais. Ele também estabeleceu recordes nas Finais de Conferência para o jogador mais jovem (20 anos e 247 dias de idade) a marcar mais de 30 pontos e o maior número de pontos por um novato. Depois de uma vitória nas finais da Conferência Leste contra o Boston Celtics, Herro se tornou o primeiro jogador nascido nos anos 2000 a jogar uma final da NBA.
Durante o Jogo 2 das Finais de 2020, Herro se tornou o jogador mais jovem a ser titular em um jogo das finais da NBA aos 20 anos e 256 dias - oito dias mais jovem do que Magic Johnson era em 1980. No Jogo 4 da mesma série, ele alcançou o maior número de arremessos de 3 pontos feitos por um novato na história dos playoffs, realizando 45 arremessos e ultrapassando o recorde de Matt Maloney de 43 durante os playoffs de 1997. Em 9 de outubro de 2020, Herro quebrou um recorde de 44 anos marcando 10 pontos no terceiro quarto do Jogo 5 das Finais - estabelecendo o recorde da NBA de novato com mais jogos consecutivos nos playoffs marcando dígitos duplos com 20, superando o recorde de Alvan Adams de 19 jogos do Phoenix Suns em 1976. A equipe acabou perdendo o título para o Los Angeles Lakers em 6 jogos.
Em 12 de janeiro de 2021, Herro registrou 34 pontos, sete rebotes e quatro assistências em uma derrota na prorrogação por 134-137 para o Philadelphia 76ers. Em 17 de fevereiro, ele teve 11 pontos, 15 rebotes, o recorde de sua carreira, e quatro assistências em uma derrota por 112-120 para o Golden State Warriors. Em 16 de maio, Herro registrou 16 pontos, 11 assistências e seis rebotes na vitória por 120-107 sobre o Detroit Pistons. Nos playoffs, o Heat perdeu em quatro jogos para o Milwaukee Bucks durante a primeira rodada.

#### 2021–Presente: Sexto Homem do Ano e extensão de contrato
Em 23 de outubro de 2021, Herro se tornou o primeiro jogador na história do Heat a registrar pelo menos 30 pontos e 10 rebotes vindo do banco, feito alcançado em uma derrota por 102–91 contra o Indiana Pacers. Em 5 de abril de 2022, ele marcou 35 pontos, sua melhor marca da temporada, além de seis rebotes e três assistências, em uma vitória por 144–115 sobre o Charlotte Hornets. Herro ganhou o Prêmio de Sexto Homem do Ano em 2022, tornando-se o primeiro jogador na história do Heat a ganhar o prêmio.
Durante a primeira rodada dos playoffs, o Heat eliminou o Atlanta Hawks em cinco jogos. Em 2 de maio de 2022, durante a série de segunda rodada contra o Philadelphia 76ers, Herro registrou 25 pontos e sete assistências na vitória por 106–92 no Jogo 1. O Heat derrotou os 76ers em seis jogos e avançou para as finais da Conferência Leste, onde enfrentou o Boston Celtics. Herro perdeu os jogos 3 a 6 da série devido a uma lesão na virilha. Ele retornou para o Jogo 7, mas jogou apenas sete minutos enquanto o Heat foi eliminado na derrota por 96–100.
Em 2 de outubro de 2022, Herro assinou uma extensão de contrato de quatro anos e US$130 milhões de dólares com o Heat. Em 2 de novembro, Herro marcou 26 pontos, incluindo um arremesso de três pontos decisivo, na vitória por 110–107 sobre o Sacramento Kings. Em 27 de novembro, ele registrou seu primeiro triplo-duplo da carreira com 11 pontos, 11 rebotes e 10 assistências na vitória por 106–98 sobre os Hawks. Em 15 de dezembro, Herro marcou 41 pontos, sua melhor marca na carreira, acertando 10 de 15 arremessos de três pontos, além de 5 rebotes na vitória por 111–108 sobre o Houston Rockets. Ele também se tornou o jogador mais jovem na história da NBA a marcar pelo menos 40 pontos, com 10 arremessos de três pontos feitos e cinco rebotes em um jogo. Em 31 de dezembro, Herro fez um arremesso de três pontos decisivo no estouro do cronômetro, garantindo a vitória por 126–123 contra o Utah Jazz. Ele terminou o jogo com 29 pontos, nove rebotes, seis assistências e dois roubos de bola. Herro terminou o ano como líder da liga em percentual de lances livres com 93,4%.
Herro quebrou a mão direita na primeira rodada dos playoffs de 2023 contra o Milwaukee Bucks. Esperava-se que ficasse fora por pelo menos seis semanas após passar por uma cirurgia. Embora tenha se tornado disponível para jogar no Jogo 5 das finais da NBA contra o Denver Nuggets, o Heat não o colocou em quadra antes de perder o jogo e a série para os Nuggets.
Em 30 de outubro de 2023, Herro marcou 35 pontos, sua melhor marca da temporada, durante uma derrota por 122–114 para os Bucks. Em 24 de abril de 2024, no Jogo 2 da Primeira Rodada contra os Celtics, Herro anotou 24 pontos, 5 rebotes e um recorde pessoal de 14 assistências em uma vitória por 111–101 para empatar a série.

## Estatísticas da carreira

### NBA
|  | Líder da liga |

#### Temporada Regular
| Ano      | Equipe   | PJ  | PT  | MPJ  | AP   | 3P   | LL   | RT  | AS  | BR | TO | PPJ  |
| -------- | -------- | --- | --- | ---- | ---- | ---- | ---- | --- | --- | -- | -- | ---- |
| 2019–20  | Miami    | 55  | 8   | 27.4 | .428 | .389 | .870 | 4.1 | 2.2 | .6 | .2 | 13.5 |
| 2020–21  | Miami    | 54  | 15  | 30.3 | .439 | .360 | .803 | 5.0 | 3.4 | .6 | .3 | 15.1 |
| 2021–22  | Miami    | 66  | 10  | 32.6 | .447 | .399 | .868 | 5.0 | 4.0 | .7 | .1 | 20.7 |
| 2022–23  | Miami    | 67  | 67  | 34.9 | .439 | .378 | .934 | 5.4 | 4.2 | .8 | .2 | 20.1 |
| 2023-24  | Miami    | 42  | 40  | 33.5 | .441 | .396 | .856 | 5.3 | 4.5 | .7 | .1 | 20.8 |
| Carreira | Carreira | 284 | 140 | 31.7 | .438 | .384 | .866 | 4.9 | 3.6 | .6 | .1 | 18.0 |

#### Play-in
| Ano      | Equipe   | PJ | PT | MPJ  | AP   | 3P   | LL    | RT  | AS  | BR  | TO | PPJ  |
| -------- | -------- | -- | -- | ---- | ---- | ---- | ----- | --- | --- | --- | -- | ---- |
| 2023     | Miami    | 2  | 2  | 37.0 | .486 | .143 | 1.000 | 7.0 | 3.5 | 1.5 | .5 | 19.0 |
| 2024     | Miami    | 2  | 2  | 37.1 | .386 | .348 | 1.000 | 6.0 | 9.0 | .0  | .0 | 24.5 |
| Carreira | Carreira | 4  | 4  | 37.0 | .430 | .270 | 1.000 | 6.5 | 6.3 | .8  | .3 | 21.8 |

#### Playoffs
| Ano      | Equipe   | PJ | PT | MPJ  | AP   | 3P   | LL    | RT  | AS  | BR | TO  | PPJ  |
| -------- | -------- | -- | -- | ---- | ---- | ---- | ----- | --- | --- | -- | --- | ---- |
| 2020     | Miami    | 21 | 5  | 33.6 | .433 | .375 | .870  | 5.1 | 3.7 | .4 | .1  | 16.0 |
| 2021     | Miami    | 4  | 0  | 23.3 | .316 | .316 | 1.000 | 3.3 | 1.8 | .3 | .3  | 9.3  |
| 2022     | Miami    | 15 | 0  | 25.4 | .409 | .229 | .926  | 3.9 | 2.8 | .6 | .4  | 12.6 |
| 2023     | Miami    | 1  | 1  | 19.5 | .556 | .500 | —     | 2.0 | 2.0 | .0 | 1.0 | 12.0 |
| 2024     | Miami    | 5  | 5  | 37.0 | .385 | .349 | .900  | 3.6 | 5.4 | .4 | .0  | 16.8 |
| Carreira | Carreira | 46 | 11 | 27.7 | .419 | .353 | .924  | 3.5 | 3.1 | .3 | .3  | 13.3 |

### Universitário
| Ano     | Equipe   | PJ | PT | MPJ  | AP   | 3P   | LL   | RT  | AS  | BR  | TO  | PPJ  |
| ------- | -------- | -- | -- | ---- | ---- | ---- | ---- | --- | --- | --- | --- | ---- |
| 2018–19 | Kentucky | 37 | 37 | 32.6 | .462 | .355 | .935 | 4.5 | 2.5 | 1.1 | 0.3 | 14.0 |

## Prêmios e Homenagens
- NBA
  - NBA All-Star: 2025
  - NBA Sixth Man of the Year: 2022
  - NBA All-Rookie Team:
    - Segundo time: 2020

  - NBA Three-Point Contest Champion: 2025
  - Líder em aproveitamento de lances livres na temporada: 2023;

## Vida pessoal
Herro tem dois irmãos mais novos, Austin e Myles, os quais também jogam basquete. Seus pais são Jennifer e Chris Herro.
Herro foi incluído na canção  "Tyler Herro" de Jack Harlow e teve um destaque no videoclipe.

Em 2020, Herro começou a namorar Katya Elise Henry. Em 5 de junho de 2021, eles anunciaram que estavam esperando um filho. A filha deles nasceu em 14 de setembro de 2021. Em 18 de junho de 2022, o casal anunciou que estava esperando o segundo filho. Seu filho nasceu em 1º de janeiro de 2023.